# Salón Internacional del Cómic del Principado de Asturias
El Salón Internacional del Cómic del Principado de Asturias fue una Feria de historieta que se celebró anualmente en el Principado de Asturias desde 1972, siendo por tanto el más antiguo de España y el segundo en Europa, después del de Lucca. El Salón tuvo varios altibajos, celebrándose en diferentes ciudades (Gijón, Sama de Langreo, Oviedo) y con varias interrupciones: en 1977 no se celebró, tampoco en el período 1980-83 y en 2014 se anunció su cierre por falta de financiación y apoyo institucional.

## Características
El Salón se caracterizó por reunir los elementos propios de un Festival, Certamen o Convención Internacionales de cómic, tales como: premios a obras o autores de cómic; mesas redondas, conferencias y coloquios sobre cómic; exposiciones de cómics; concursos de historietas, con jurados compuestos por autores invitados; presencia de autores de nivel internacional; ciclos de películas relacionadas con los cómics; periódico diario con toda la información sobre el encuentro; ciclos cinematográficos relacionados con el cómic; y catálogo de actividades.
Dentro del marco del Salón se entregaron, de 1985 a 2015, los premios Haxtur en ocho categorías, iniciando originalmente con cuatro: guion, dibujo, historia larga e historia corta.
A partir de 1989 y hasta 2009, su presupuesto se estancó en 12 millones de pesetas, según sus organizadores. Sus subvenciones no fueron nunca superiores a 6 millones de pesetas.

## Historia

### Antecedentes
En 1965 tuvo lugar la Muestra de Cómic de Bordighera (Italia). La organización del Instituto de Pedagogía de la Universidad de Roma, del centro de Sicología de Comunicación de Masas y el Archivo Internacional del Fumetti en colaboración con el Cómics Club y con el Centro de Estudios Literarios de Expresión Gráfica, contaba con personalidades como el semiólogo Umberto Eco, el saggista Francis Placassi, el director de cine Alain Resnais, el dibujante de cómic Rino Albertarelli, el crítico cinematográfico Claudio Bertieri, el investigador español Luis Gasca, el pedagogo Luigi Volpicielli y Romano Calisi, gran experto en comunicación de masas.
Posteriormente, a este grupo de intelectuales se les agregarían los nombres de Francis Lacassin y los autores de cómics en la época fascista, Federico Fellini y Cesare Zavattini.
A pesar de la presencia de Luis Gasca, uno de los padres fundadores del movimiento pro-cómic, este movimiento cultural tardaría unos años en implantarse en España y muchos más en adquirir un reconocimiento como el que obtuvo desde este año en Italia por los medios intelectuales.
Como suele acontecer en cualquier actividad en la que se viene desarrollando fuerte y prolongada presión, desconociéndose el por qué, se produce una eclosión. Esto en el movimiento pro cómic español es lo que ocurre en 1972 que se convierte en el año de la Promoción de la Historieta. Una ola de actos invaden la geografía española: Libros, prensa, radio, universidad, salas de exposiciones, reuniones de aficionados…Todos quieren adherirse al movimiento. De entre ellos, con el objeto de establecer una idea cuantitativa son destacables:
- Mundo Joven que pública un apartado sobre historietas.
- Román Gubern pública el libro El lenguaje de los cómics.
- El Diario El Alcázar tiene una sección sobre el tema.
- Entre los meses de abril y junio se contabilizan ocho exposiciones de tebeos: Ferrol-1, Madrid-3 Mataró-1, Barcelona-3. En una de las organizadas en Barcelona arrojan un cóctel molotov sobre los originales destruyendo parte de ellos.
- Se crea el club DHIN que agrupa a los profesionales de la historieta cuya primera directiva preside el cineasta e historietista Francisco Macián. El club DHIN participa en Italia con una exposición del trabajo de sus afiliados en el marco de la "III Giornata del Fumetto" de Génova.
- Emilio Freixas recibe una de las medallas que otorgan en la National Cartoonist Society de New York a los mejores dibujantes del mundo.
- La revista de historietas "Trinca" que edita la Editorial del Movimiento, Doncel, organiza exposiciones de originales y charlas sobre cómics, primero en Valencia y posteriormente en Valladolid y finalmente Gijón.

De todas las actividades que se han venido desarrollando en diversas ciudades españolas como movimiento pro-cómic, solo Gijón logrará sobrevivir y generar lo que sería un Salón Internacional del Cómic en España, con continuación durante varios años. Después vendrían otros acontecimiento similares en otras ciudades, pero Gijón ostenta por derecho propio el de ciudad pionera.

### Primera etapa: Gijón, 1972-1976
Acontecimientos destacados
- Desde 1973, hay un denominador común en estos certámenes, El Wendigo, con alguno de sus miembros se hace presente en el asesoramiento, el trabajo y la innovación. Las listas de invitados extranjeros fueron por ellos creadas, además de contactos, integración en los Jurados constituidos, etc.
- 1975 se edita un periódico diario, exclusivo para la Historieta y no dependiente del Festival de Cine
- Los Premios Haxtur fundados en su seno, se organizaron en 1976 para el Salón de Gijón, incluso se exhibieron como tales en la desaparecida Librería Musidora de Gijón. Tuvieron que esperar hasta 1985 para ser entregados por vez primera en el Salón de Oviedo.
- Presencia de destacados autores internacionales
- Se crea un Museo sobre la Historieta en 1977 y un premio a la investigación sobre ella, ambos desaparecidos.

Cronología
En 1972, sustentado bajo el patrocinio del X Certamen Internacional del Cine para Niños de Gijón (celebrado del 24 al 30 de septiembre) dirigido por Isaac del Rivero Sr., se inician en Asturias actividades encaminadas a potenciar el Cómic, Historieta o Tebeo y a fomentar su reconocimiento cultural como medio de expresión y como arte. Se monta una exposición relacionada con la revista "Trinca" (Trinca la mejor revista que se editó en España), de la editorial Doncel, de la Delegación Nacional de la Juventud. Se dan varias charlas y coloquios sobre temas de este medio. La exposición era de páginas originales a color de Haxtur de Víctor de la Fuente, El Cid y Manos Kelly de Antonio Hernández Palacios, El libro de la selva de Juan Arranz, etc. Asisten a Gijón Alfonso Lindo, subdirector de la revista y Antonio Hernández Palacios. Este autor dio una de las conferencias, con el título Notas para una aproximación entre el cine y el cómic, como también lo hicieron el catedrático de la Universidad Complutense de Madrid Antonio Lara y Mario Tudela que versaron sobre los temas El cine y el cómic en la educación de los niños y El cómic en el mundo de la imagen.
En 1973 se organizó bajo los mismos parámetros una nueva convención que ahora adquiere carácter internacional dado la diversidad de países que representan el notable grupo de invitados como conferenciantes o integrantes del resto de actividades programadas. Exposiciones, concursos, premios, charlas, coloquios, etc. Todo ello vinculado al cómic. Se programaron siete conferencias con el título de Influencias del la imagen fílmica en el dibujo infantil. Esta edición tuvo nombre: Homenaje al Cómic y a sus Dibujantes. Asistieron como invitados: *Francisco Macian, director de cine y creador de cómic,
- Carlos Giménez, autor de Paracuellos;
- Jesús Blasco creador de Cuto;
- Diego Galán que posteriormente será Director del Festival de Cine de San Sebastián;
- Vasco Granja, investigador de cómic portugués;
- Rinaldo Traini, investigador-Director del Salón del Cómic de Lucca-Italia;
- David Pascal, dibujante, directivo de la Nacional Cartoonist Society U.S.A.;
- Emilio Freixas, recientemente galardonado por esta sociedad en New York;
- Osvaldo Cavandoli, dibujante y Director de cine famoso por sus cortos de animación "La línea"- Italia;
- Luis Gasca, investigador de cine y cómic, integrante del grupo que originó Bordiguera;
- Popesco Gopo, dibujante y directivo de la Organización Mundial de la Salud-Suiza;
- Antonio Martín, investigador sobre cómic;
- Bill Gallo, dibujante, director de la Nacional Cartoonist Society U.S.A.;
- Chiqui de la Fuente, dibujante y editor de cómic;
- Carlo Fabretti, investigador,
- Gabriel Arnao (Gabi), dibujante español pionero en publicar historietas más allá de nuestras fronteras, y
- Jean Claude Faur, investigador y director de la revista BEDESUP-Francia.

Aparte de la internacionalidad de los invitados hubo dos trabajos premiados en el Concurso Nacional del Cómic, a los entonces desconocidos Ventura y Nieto (Canción infantil) y El Cubri, integrado por Felipe Hernández Cava y Sandoval. También se programaron dos ciclos de películas basadas en cómics, uno con título de Homenaje al Cómic y el otro con películas de seriales (jornadas como entonces se denominaban en España), de Flash Gordon, Dick Tracy y King de la Policía Montada.
Las ediciones del 1974-75 discurrieron por los mismos senderos; en ambas, si descartamos errores de la organización, como la ubicación de la feria del cómic en un lugar carente de todo tráfico, siempre hubo poco dinero, al supeditarse a lo que se pudiera desgajar del Festival de Cine que era quien lo patrocinaba con sus subvenciones. La presencia de autores fue notable. La del 75 fue especial al desplazarse a Gijón la asociación nacional de dibujantes Club DHIN que se volcó poniendo un notable broche de oro a esta manifestación pro-cómic.
Sin embargo en estas dos ediciones se puso de manifiesto un hecho que vino a empañar y a aumentar las serias dificultades que se atravesaban. Se declararon entre los dibujantes dos bandos seriamente enfrentados con aires del Ampurdán y de Navacerrada que sería uno de los principales factores que conducirían hacia su fin. Estuvieron en Gijón en el 84:
- Claude Moliterni, director de Dargaud, fundador de la "Socerlid", gran pope de la "intelectualización" del cómic en Europa y uno de los más destacados investigadores oficialistas europeos del tema;
- Robert Gigi (Gigí), autor francés de cómics entre los más aplaudidos de la época y ganador en 1969 del premio Gran Guinigi, antecesor del "Yellow Kid" de Lucca institucionali-zado un año después;
- Bill Gallo, presidente de la National Cartoonist Society;
- el estudioso francés Jean Claude Faur, por entonces director de la revista de investigación HAGA y del Certamen de Cómics de Toulouse, uno de los hombres que más ha estado en la brecha de la investigación en el marco europeo y que actualmente dirige la revista BEDESUP;
- Francisco de la Fuente y Georges Esatoglu, secretario y presidente respectivamente del Grupo de Artes Visuales de la Organización Mundial de la Salud.

A todos estos nombres de proyección internacional hay que añadir los de Gabriel Arnao (Gabi), Chiqui de la Fuente, Rodrigo Hernández, Antonio Martín (editor de ¡Bang!), Pablo Núñez y Cruz Delgado (ambos dibujantes y cineastas de dibujos animados), Mariano Ayuso (editor de Comics Camp, Comics In), Alfonso Azpiri, Ángel Izquierdo, Ignacio Fontes (periodista que dirigiría Cuadernos para el diálogo e Interviú), Antonio Lara (Investigador de cine y cómic, que fue Decano de la Facultad de Ciencias de la Información de Madrid), Alfonso Lindo (que llegaría a ser director de Trinca), Gerardo Amechazurra, el asturiano-catalán Alberto Viña (director y editor de TBO), José Peñarroya y Adolfo García.
Hubo Concurso Internacional de Cómics, aumentado para esta ocasión con un apartado de noveles, se montó la II Feria de Publicaciones y Cómics con la asistencia del Ministerio de Información y Turismo, el TBO, Editorial Doncel (Trinca), Burulan S.A., Dargaud de París, los fanzines Star Ficción, Vega (O.M.D.S.), Cómics Camp, Cómics In, Nemo, Scratch, la revista Bang! y El Wendigo.
1975 fue un año netamente de autores españoles: Los hermanos de la Fuente (Víctor, Ramón y Chiqui), Jaime Marzal, Gabriel Arnao (Gabi), Alfonso Figueras, Jesús Blasco, Jordi Bernet, Manuel Boix, Leopoldo Sánchez, Fernando Ieri, Antonio García, Miguel Calatayud, Pedro Alférez, José Soriano Izquierdo, Alfonso Azpiri, Rodrigo Hernández, Manuel Brea, Bernet Toledano, Gerardo Rodríguez. También estuvieron invitados Cruz Delgado, Francisco Macián, Pablo Núñez (todos dibujantes y directores cinematográficos) y Bill Gallo. La representación del grupo de los estudiosos estuvo integrada por Esteban Bartolomé, Alfonso Lindo, Mariano Ayuso, Juan Van-Halen, Jean Claude Faur, Primitivo Gordillo, Pilar Sánchez y los de los fanzines "Star", "Scratch" y "El Wendigo".
El concurso internacional tuvo también concurrencia masiva de profesionales españoles, con firmas de prestigio. Se presentaron veinte obras y de entre los nombres de los firmantes cabe destacar los de Gabi, José de Huéscar, Julio Ribera, Juan Antonio Parras, Juan Arranz y Juan Bernet Toledano en el apartado de los profesionales, mientras que en el de los noveles se encontraba el de Daniel Torres, el autor local Marcos de las Heras y la primera colaboración de Isaac Miguel del Rivero y Faustino Rodríguez Arbesú. En cuanto a la Feria de Cómics, además de las firmas de anteriores ediciones, expusieron sus productos: Ediciones Naranco de Oviedo, Ediciones Sedmay y "Chito". Contó con el aliciente se ser montada en el Paseo Begoña.
El Salón de 1976 estuvo a punto de no celebrarse. No había dinero para organizarlo. El único que existía cubría los gastos de la empresa que hacia el montaje de los stands de editoriales y librerías. No existía dinero para invitados, exposiciones, concursos de Cómic, ni para el periódico creado el año anterior. El Wendigo al frente del cual estaban Faustino Rodríguez y su esposa Eulalia Eguren se comprometieron a realizar todos los demás trabajos de forma gratuita, incluido el periódico, junto con sus amigos Miguel Isla y Santos Villa. La fortuna se puso de su lado. El diario de Gijón El Comercio, en primera plana publicó una fotografía del equipo trabajando con traje de faena. Ese mismo día por la tarde, apareció en el lugar de trabajo una cuadrilla de cinco personas ataviadas para el trabajo y con herramental adecuado, de la Fábrica Moreda de Gijón-Uninsa-Ensidesa: Calixto, Sánchez, Benjamín, Mariano Herrón y Alfredo, maestro de transportes de la citada empresa. En tres días todo quedó listo y el dinero existente se dedicó a invitación de autores. En el discurso inaugural quedó patente esta aportación:

Para quienes no lo sepan conviene decir públicamente que los stand y exposiciones de la Feria fueron levantados con las propias mano de un grupo de entusiastas de las historietas, que lograron rescatar un presupuesto para aquellas invitaciones. Un grupo que lanzó un boletín informativo para que el Certamen que nos ocupa tenga un medio de comunicación y que nos dan ejemplo para que la penuria presente no se repita

Este certamen se creó con 200.000 pesetas. El grupo de voluntarios fue agasajado con una parrillada de marisco.
El Wendigo propuso este año la creación de unos Premios Internacionales con el nombre de Haxtur, en homenaje al famoso personaje del asturiano Víctor de la Fuente, que fueron aceptados por la Dirección.

### Segunda etapa: Gijón, 1978-1979
En 1977 no hubo Salón, pero sí reuniones de la junta directiva. Miembros de El Wendigo presentan un informe con varios apartados entre los que se incluía la creación de un Museo de la Historieta. Una comisión de dos personas es enviada a New York para contactar con los directivos de la National Cartoonist Society que habían promovido The Musum Cartoon Art de New York. Regresan con medio centenar de páginas originales de los mejores autores U.S.A con los que poder iniciar el Museo en Gijón. Les imponen la condición de que cuando el Museo funcione, les sean enviados otros tantos originales de autores destacados españoles.
En 1978 y 1979 se organizan en Gijón encuentros de este tipo, recibiendo diversas denominaciones pero respondiendo a las mismas características. Así se denominará "Homenaje al cómic y sus autores", "Concurso Internacional de Cómic de Gijón para Niños", "Muestra Internacional de Publicaciones Infantiles, Juveniles y de Adultos" y finalmente "Muinfer" (Muestra internacional de Publicaciones Infantiles y Juveniles) en 1978/79.
1978. El año más dotado económicamente, se contó con más de tres millones de pesetas y fue el primero que se hizo separado totalmente del Festival de Cine. Las rémoras políticas, sociales, de grupos, de intereses editoriales, que venía padeciendo, se agigantaron considerablemente. La práctica totalidad de los expertos que formaban el Comité Asesor habían dimitido en bloque: Luis Gasca, Antonio Martin, y Esteban Bartolomé, conjuntamente con Faustino Rodríguez del Comité Organizador. Además de los autores habituales hay que destacar la presencia de Burne Hogarth, Hugo Pratt, Julio Ribera, Mascaró y el cambio de los Premios Haxtur (netamente asturianos), por los Premios Freixas (instituidos como homenaje al dibujante catalán Emilio Freixas recientemente fallecido), que también a última hora fueron cambiados por los Premios Gijón 98. Quedando solo como Premio Freixas el recibido por Burne Hogarth, de muy corta vida, solo este autor llegó a poseerlo.
En 1978 se pudo ver un Museo de la Historieta en Gijón, en el Monumento Nacional Real Instituto Jovellanos de Gijón-(1797), el 24 de junio de 1988. A partir del día en que fue retirado de esta ubicación con el objeto de buscarle otra mejor fija se le pierde la pista.
El patrimonio inicial con el que contaba el Museo, fueron originales de: Joe Kubert, Bob Brown, John Buscema, Jack Kirby, Herbie Trimpy, Morrie Turner, Sealtiel, Jack Tippit, Ralph Stein, Bill Zaboy, Frank Robbins, Bud Fisher, Red Lines, Bill Holman, Don Flowers, Chas Kuhn, George Wunder, Mort Walker, Gus Edson, Pepe Hansen, Dick Browne y Willingham Heate, procedente de U.S.A., a las que se agregaron las de Chiqui y Ramón de la Fuente, Rodrigo Hernández Cobos, Juan Bosch, Gabriel Arnao (Gabi), Arranz, Julio Ribera, José de Huéscar, Juan Antonio Parras, Bernet Toledano, Ventura y Nieto, Jesús Blasco, Cesar López, Alfonso Figueras, RJuan Rafart, Pablo Nuñez, Cruz Delgado, Isaac Miguel del Rivero, Faustino Rodríguez Arbesú, Jorge Fernández Higuera, Víctor de la Fuente, Daniel Torres, Luis Martorell, Francisco Ibáñez y Alfonso. Posteriormente, el Museo aumentó su fondo con aportaciones de dibujantes españoles.
A pesar de la presencia del gran humorista Quino, el salón de 1979 pasó sin pena ni gloria, significando el fin de la primera etapa de Salón del Cómic Asturiano en Gijón.
En 1980 no se llega a celebrar, pero se otorgó un prematuro premio Premio Emilio Freixas, a Carlos Giménez y Milton Caniff. Ninguno de los dos llegó a recogerlo. Giménez se negó a recogerlo. No hubo Salón.

### Tercera etapa: Oviedo, 1984-1989
En Oviedo se celebró durante seis ediciones, recibiendo el nombre de Salón Internacional del Cómic Ciudad de Oviedo. Desde el primero de estos certámenes, el Wendigo y sus componentes fueron motores del mismo, al ser encargados por animación cultural del ayuntamiento de la ciudad, de los contactos con autores, charlas y exposiciones. En 1987 la Fundación Municipal de Cultura les encarga su organización que mantendrán hasta 1989 en que desaparece de esta ciudad.
El primer Salón del Cómic Ciudad de Oviedo, celebrado en 1984, fue muy ambicioso, de hecho abarcaba un período desproporcionado para este tipo de manifestaciones, del 10 de septiembre al 15 de octubre, y una ubicación de las actividades muy dispersa: Casa de la Juventud, Concejalía de Cultura y Centro Comercial Las Salesas. Hubo cuatro exposiciones y se invitaron a los autores Chiqui de la Fuente, Gallardo y Onliyú de El Víbora, Alfonso Iglesias (autor de Pinín, Pinón y Telva), Luis Conde Martín, Faustino Rodríguez y Javier Cuervo. La falta de autores se suplió con cuatro exposiciones, un Concurso Regional de Cómic, tres conferencias y varias mesas redondas.
Para el II Salón de internacional del cómic "ciudad de Oviedo" 1985 se invitó a Carlos Sampayo, Buylla, Chiqui de la Fuente, Carlos Giménez, Mochu Cordero, Arbesú, Javier Cuervo y Ramón Fermín Pérez. Se ubicaron todas las actividades del Salón del 7 al 29 de diciembre en un solo local: Sala Polivalente de la Delegación de Trabajo y las exposiciones procedían del Festival de la Historieta de Angulema. También se montó una exposición con los originales de las obras finalistas del Concurso de Cómic (ya nacional), y se concedió por vez primera el Premio Haxtur.
La edición de 1986 se realizó en el Teatro Campoamor. La entrega de los premios Haxtur contó con proyección de video y un nuevo galardón al autor que amamos y contó con la presencia de Walter Simonson, que ganó el premio al mejor guionista. La entrega de los premios y la estancia de Simonson en Asturias se tuvieron que descolgar del resto de las actividades del Salón por el cambio de fechas que sufrieron varias de las actividades programadas.[cita requerida]
En 1987 la Fundación Municipal de Cultura, liderada por la Concejala de Cultura Covadonga Bertrend y el director de la misma Juan Vega, por motivos económicos, de organización y difusión, optan por entregar la dirección de este evento al grupo El Wendigo, que centra su organización en los premios Haxtur; la presencia de los invitados Brian Bolland, Rubén Pellejero, Víctor de la fuente, Chiqui de la Fuente, Alberto Breccia y Montesol; y las exposiciones 50 Años de El Príncipe Valiente, Ramón de la Fuente y El cómic western español, realizadas del 9 al 29 de noviembre. La primera y la tercera, posteriormente se llevan a La Coruña, Orense y Bilbao. Fue importante la reducción del tiempo de las actividades y su ubicación.[cita requerida]
En 1988 estuvieron presentes Mique Beltrán, Max, José Mª Beroy, Eugenio Giner, Mediavilla, Steve Leialoja, Gianacalo Berardi e Ivo Milazzo, con Jean Giraud (Gir-Moebius) como invitado principal. Se creó un concurso de cómic Internacional, publicitado por la revista Witty World, que atrajo creadores de alrededor de 28 países. También se realizó un ciclo de largometrajes en 35 mm: Vivir sin aliento de Jim McBride, Annie (1981) de John Huston, Charlie Chan en la ópera (1936), Greystoke: La leyenda de Tarzán (1984) de Hugh Hudson, Viva la Betty Boop (1979).[cita requerida]
El Salón de 1989 el invitado de honor fue Lee Falk y se montaron conferencias y mesas redondas en torno a la Historieta en Asturias, Presente y futuro del papel de las mujeres, con la presencia de Marika y Ana Bernardo.[cita requerida]

### Cuarta etapa: Gijón, 1990-1993
En 1990 ocurre algo similar, el Ayuntamiento de Oviedo, después de una larga polémica muy aireada en la prensa asturiana, decide no subvencionar un nuevo Salón del Cómic.[cita requerida]
Los componentes de El Wendigo deciden organizar un Salón en Gijón, pero no obtienen ningún tipo de subvención y este es financiado con recursos de la asociación G.A.I.R.N.I., formada por el propio El Wendigo, de Eulalia Eguren y Faustino Rodríguez Arbesú, la Librería Haxtur de Isabel Elena Rodríguez y el Cine Club ENSIDESA-Gijón. En total logran reunir 500 000 pesetas. Determinan darle carácter de continuidad e implicar a toda la región, por lo que deciden nombrarlo XIV Salón Internacional del Cómic del Principado de Asturias.[cita requerida]
También colaboraron Juan José Plans (director de la Obra Social y Cultural de Cajastur), Mamel Pizarro (director de T.E.G.), Sofía Carlota Rodríguez, Javier Cuervo, Gonzalo Lorenzo, Norman Fernández, Jose María Flores, Florentino Flórez, Alfredo Hevia, Germán Menéndez, Isabel Sanz, Arturo Rodríguez, Jorge Pendez, Alejandro Silgado y Mario Rodríguez. El grupo de teatro T.E.G. realizó el montaje de la inauguración y de los premios Haxtur a la vez que la iluminación, y Pizarro, su director, entregó junto con Sofía Carlota hizo la entrega de los premios.[cita requerida]
El salón se realizó en las instalaciones de La Escuela Universitaria de Ingeniería Técnica de Gijón. El evento contó con tres exposiciones, una dedicada a más de cincuenta páginas originales de prensa de Dick Tracy, una segunda con dibujos originales de gran tamaño realizados por los autores invitados en ediciones anteriores del Salón, y una última de pósters de gran tamaño de personajes de cómic, con material aportado por Ediciones Zinco y Cómics Forum. Entre los invitados se encontraron Adolfo A. Buylla, Alfonso Font, Chiqui de la Fuente y Robert.

### Quinta etapa: Asturias, 1994-2014
En 1994, paralelamente a la sede en Gijón, se realizaron actividades en Oviedo, montando exposiciones, conferencias, presentación de autores, firma de autógrafos y realización de dibujos, cómic en vivo y coloquios, entre otras. Esto se repitió en otras ediciones con extensiones de actividades en Villaviciosa, Avilés, Navia, Mieres, Nava, San Martín del Rey Aurelio y Vegadeo.[cita requerida]
En su edición 33 de 2009 se celebró la muestra Un buen hombre: una nueva mirada, sobre el Holocausto, y acudieron como invitados Dani Acuña, Santiago Arcas y Russ Heath, entre otros.
En 2010 el Ayuntamiento de Gijón aportó una subvención de 12 000 euros (2 millones de pesetas) y 9500 euros (1 600 000 pesetas) en 2011.[cita requerida]
Durante sus últimas ediciones, el Salón enfrentó problemas de financiación que pusieron en peligro su realización. En su edición 35 de 2011, en la que los invitados estrella fueron Hermann y Jean-Claude Mézières, su celebración se redujo a tres días, del 13 al 15 de octubre. El Salón transcurrió en el Centro de Cultura Antiguo Instituto con un presupuesto de 9500 euros.
Debido a la falta de subvenciones del ayuntamiento de Gijón e impagos que obligaron al pago de 8400 euros por parte de la dirección de El Wendigo, así como por lo que Arbesú calificó «política vil» así como lo que afirmó fueron intentos reiterados de control por parte de la eventos competidores que, según su testimonio, llegaron a llamar «nazis» a los organizadores del evento en el diario La Voz de Asturias, en 2014 se toma la decisión de cancelar el Salón. Los premios Haxtur, cuya ceremonia de entrega ocurría durante el Salón, también son cancelados.

## Críticas y valoración
Entre este Salón y las Jornadas Internacionales del Cómic Villa de Avilés se ha creado polémica, con críticas recíprocas.

## Invitados
El Salón ha contado con invitados de diferentes ámbitos en el medio de la historieta, incluidos autores e investigadores, de diferentes partes del mundo. Los nombres en negrita han sido ganadores de algún premio Haxtur.
| País           | Invitados |
| -------------- | --- |
| Argentina      | Alberto Breccia, José Luis García López, Mariel Soria, Mordillo, Quino, Sampayo |
| Bélgica        | Boucq,Hermann Huppe, Van Hamme, Yslaire |
| Cuba           | Francisco Blanco |
| España         | Abulí, Alberto Viña, Adolfo A. Buylla, Adolfo García, Alfonso Figueras, Alfonso Font, Alfonso López, Alfonso Zapico. Álvarez Peña, Ana Bernardo, Ana Miralles, Angel Izquierdo, Antonio Cava, Antonio Carrillo, Antonio Fraguas-Forges, Antonio García, Antonio Garrido, Antonio Lara, Antonio Martín, Antonio Segura, Arturo Arias, Álvaro Noguera, Azagra, Bartolomé Seguí, Bakero, Beroy, Bernet Toledano, Brocal Remohí, Carlos Freixas, Carlos Mª de Luis, Calatayud, Carlos Giménez, Chiqui de la Fuente, Cruz Delgado, Daniel Acuña, Daniel Torres, David Lafuente, Diego Galan, Diego Olmos, Eduardo Úrculo, Emilio Freixas, El Cubrí,, Elvira Martínez, Enric Sió, Enrique Carballeira, Ernesto Castillo-Neto, Escobar, Esteban Bartolomé, Felipe Borrayo, Felipe Hernádez Cava, Fabretti, Federico del Barrio, Fernando Fernández,, Fernando Ieri, Francisco Ibáñez, Francisco de la Fuente, Francisco Ortega-Frank Elliot, Gabi, Gallardo, Gallego y Rey, Gaspar Meana, Gerardo Amechazurra, Guillermo Sanna, Giner, Gil Parrondo, Guillermo March, Hernández Palacios, Idígoras y Pachi, Igor Medio, Ignacio Fontes, Iranzo, Isaac del Rivero, Isaac M. del Rivero, Jaime Herrero, Jaime Martín, Jaime Maezal, Javier Coma, Javier Fernández, Javier Granda, Javier Navarro, Javi Rodríguez, Jesús Blasco, Jesús Pérez-Suso-Mortime, Joan Escandell, Jordi Macabich, Jordi Bernet, Jorge Zetmer, José Mª Álvarez-Gyaeira, José María Blanco, José Ortiz, José Soriano, Landa, Leopoldo Sánchez, Luis Conde, Luis Gasca, Luis Olmo Alonso, Luis Vigil, Mabel Álvarez-Ñata, Manuel Brea, Manel Barceló, Manuel Boix, Marcos de las Heras, Margarita Rodríguez, Mariano Ayuso, Mario Ayuso, Marika, Mariscal, Mascaró, Marinas, Mary Luz Iglesias, Max, Mediavilla, Miguel Ángel Pardo, Mique Beltrán, Montesol, Moncho Cordero, Nacho Moreno, Oscar Jiménez, Pablo Nuñez, Pascual Ferry, Pau Rodríguez, Pedro Alférez, Peñarroya, Pere Joan, Primitivo Gordillo, Sánchez, Pilar Ribera, Pilar Sánchez, Pinto y Chito, Purita Campos, Rafa Vaquer, Ramón de la Fuente, Robert, Román Gubern, Rubén del Rincón, Rubén Pellejero, Rodrigo Rodríguez Comos, Ricardo Martínez, Robert, Ruma y Son, Santiago Arcas, Sergio Bances, Toni Carbos, Trini Tinturé, Vázquez, Ventura, y Nieto, Víctor de la Fuente, Víctor Mora, Violeta Suárez, Xuasus |
| Estados Unidos | Al Williamson, Andrew Helfer, Anissa Dorsey, Ann Thomas, Arthur Adams, Bill Gallo, Bruce Jones, Bryan Glass, Burne Hoggarth, Charles Dougherty, Chris Claremont, Dan Barry, Dann Thomas, David Mazzucchelli, David Pascal, Dennis O'Neil, Diane B. Georgianis, Diana Schutz, Dolores Buscema, Don Rosa, Frank Cho, Frank Stack, Geoff Johns, Gerry Conway, Gilbert Shelton, Howard Chaykin, Ian Boathby, James Lloyd, Jeph Loeb, Jim Starlin, Joe Kubert, Joe Rubistein, John Buscema, John Lent, Katherine Arnold, Kevin Maguire, Kevin Nowlan, Lee Falk, Lee Weeks, Len Wein, Louise Simonson, Marie Severin, Mark Schultz, Marv Wolfman, Michael Avon Oeming, Mark Texeira, Michael Golden, Michelle Yu, Mike Mignola, Neal Adams, Norm Breyfogle, Paul Gulacy, Paul Smith, Peter Bagge, Peter David, Pia Guerra, Renee Wittertaetter, Roberta Gregory, Roy Thomas, Russ Heath, Sara Ryan, Stan Sakai, Steve Leialoha, Steve Leiber, Steve Scott, Timothy Truman, Tim Sale, Travis Charest, Trina Robbins, Vince Locke, Walter Simonson, Will Eisner |
| Francia        | Alejandro Jodorowsky, Claude Moliterni, Georges Bess, Jean Claude Faur, Jean Claude Mezieres, Jean Giraud/Moebius, Layla Gauraz, Maurice Horn,Phillipe Francq, Rene Gosciny, Robert Gigi |
| Italia         | Giancarlo Berardi, Hugo Pratt, Ivo Milazzo, O. Cavandoli, Rinaldo Traini |
| Polonia        | Rosinsky |
| Portugal       | Luis Louro, Vasco Granja |
| Reino Unido    | Alan Grant, Dave Gibbons, Dave Taylor, David Lloyd, Brian Bolland, Bryan Talbot, Neil Gaiman, Glenn Fabry, Jamie Delano, Posy Simmons, Steve Dillon, Sydney Jordan |
| Suiza          | Georges Esataglu |
| Yugoslavia     | E. Rustimagic, Igor Kordey |